# Кемп (окръг, Тексас)
Окръг Кемп (на английски: Camp County) е окръг в щата Тексас, Съединени американски щати. Площта му е 526 km², а населението - 11 549 души (2000). Административен център е град Питсбърг.